# A.W. Dinesen
 Ikke at forveksle med Wilhelm Dinesen.
 "Adolph Wilhelm Dinesen" omdirigeres hertil. For andre betydninger af Adolph Wilhelm Dinesen, se Adolph Wilhelm Dinesen (flertydig).
Adolph Wilhelm Dinesen (født 27. december 1807 på Kragerup ved Slagelse, død 10. juli 1876 på Katholm) var en dansk officer, politiker og godsejer, far til Wilhelm Dinesen.

## Uddannelse
Han var en søn af kammerråd Jens Kraft Dinesen, først ejer af Gyldenholm, dernæst af Kragerup, og Ulrica f. Gøring. I 1817 blev han volontær, 2 år senere artillerikadet, i 1823 stykjunker og i 1826 sekondløjtnant i artilleriet med aldersorden fra 1823. Efter at have gennemgået skolerne berejste han i 1830 Preussen, Østrig og Schweiz, hvornæst han i 1833 erholdt premierløjtnants karakter, hvilken grad han opnåede i 1836. I 1837 rejste Dinesen til Paris og deltog derefter som frivillig i Frankrigs krig i Algier, så at han var med ved Constantines erobring, hvorfor han modtog Æreslegionens ridderkors. Efter hjemkomsten i 1839 købte han Katholm hvor han brændte træhesten og satte fæstebønderne fri, inspireret af arabernes frihedskamp.
Han stilledes à la suite ved artilleribrigaden, idet han fik kaptajns anciennitet reserveret i 1841. Han virkede nu navnlig som landmand, blev i 1842 medlem af Randers Amtsråd og karakteriseret kaptajn, medens han gengav sine rejseindtryk fra Algier i skriftet Abd-el-Kader (1840).

## Treårskrigen
I 1847 meldte han sig atter til tjeneste og blev i begyndelsen af 1848 chef for 5. batteri, hvilket med udmærkelse deltog i Treårskrigen 1848-50. Allerede ved Bov viste Dinesen sig som en dygtig artilleriofficer, idet han bragte fjendens godt dækkede kanoner til tavshed; senere deltog han i slaget ved Slesvig, i kampen ved Ullerup, i slaget ved Isted og i kampen ved Mysunde 1850. I denne sidste bidrog Dinesen ved en udmærket anvendelse af sit artilleri imod fjendens store overmagt til et for os heldigt udfald af fægtningen. Dinesen tog i 1852 afsked fra krigstjenesten, udnævntes da til major og trak sig tilbage til Katholm, sorn han satte i fortrinlig stand, medens han i 1854 valgtes som folketingsmand for for Randers Amts 5. kreds (Ebeltoftkredsen); desuden stillede han sig i spidsen for de 40 jyske godsejeres fæsteafløsningsprotest. Han sad dog kun 1 år på tinge, hvor han repræsenterede Højre. Endvidere deltog han med iver i den almindelige debat om landets befæstningsvæsen og udgav i 1854 pjecen: Kjøbenhavns Betydning i den danske Stats Forsvarssystem). Han udnævntes til kammerherre i 1858. 1835 var han blevet Ridder af Dannebrog og 1850 Dannebrogsmand.

## 2. Slesvigske Krig
Da man i de ledende militære kredse begyndte at tillægge Dannevirkestillingen, som i 1850 havde været os til stor nytte, en overdreven betydning, udtalte han sig fra 1861 i en stor mængde bladartikler og forskellige pjecer (Monarkiet-Ejderstaten, Skandinavismen, Danmarks Forsvar) imod Dannevirkes befæstning, som han kaldte "et politisk Skjærmbræt". Hans råb formåede dog ikke at trænge igennem, hvilket dog ikke forhindrede ham i, da krigen i vinteren 1863-64 stod for døren, at melde sig til tjeneste som frivillig. Han blev ansat i general Christian de Mezas stab, men forlod hæren, da de Meza kaldtes tilbage, og tog atter ophold på Katholm, hvor han henlevede sine dage til sin død, 10. juli 1876, idet han forinden ved køb havde erhvervet Stensmark hovedgård og gods.
Dinesen, som i 1840 var blevet gift med Dagmar Alvilde Haffner, datter af general Wolfgang Haffner til Egholm, var en myndig mand, men tillige i besiddelse af alsidig dygtighed, et skarpt blik og en brændende kærlighed til fædrelandet. Han havde 8 børn, hvoraf 2 indtrådte i den militære stand.
Han er begravet på Ålsø Kirkegård.
Der findes en tegning af Dinesen af Niels Simonsen fra 1850 (Frederiksborgmuseet). Afbildet på flere krigsbilleder af samme, bl.a. fremstilling, 1852 af Mysunde 1850 (Frederiksborgmuseet), 1855 af Isted 1850, tegnet forarbejde hertil (Frederiksborgmuseet) samt 1873 af Bov 1848. Xylografi 1876 efter foto. Portrætmaleri af August Schiøtt fra 1876. Xylografi af H.P. Hansen, udgivet 1901.